# حسن حمدان (فلسطيني)
حسن حمدان (28 مايو 1959- 2 يوليو 2024) هو طبيب فلسطيني، ولد في قطاع غزة. استشاري جراحة تجميلية وحروق، كان رئيس قسم الجراحة التجميلية والحروق في مجمع ناصر الطبي، ورئيس قسم الحروق بمستشفى الأمل في خان يونس.
اغتيل حسن عبد الله حمدان برفقة عائلته اثر استهداف منزله بدير البلح وسط قطاع غزة، بتاريخ 2 يوليو 2024 وذلك خلال الرد الإسرائيلي على عملية طوفان الأقصى.